# Hluk
Hluk là một thị trấn thuộc huyện Uherské Hradiště, vùng Zlínský, Cộng hòa Séc.